# Peter Christensen
Pour les articles homonymes, voir Christensen.
Peter Christensen, né le 25 avril 1975 à Sønderborg et mort le 6 février 2025 à Copenhague, est un homme politique danois, membre du parti Venstre. 

## Biographie
Peter Christensen est électricien de profession.
Engagé au sein du parti Venstre, il en dirige la branche de jeunesse de 1999 à 2001.
Il est élu au Folketing pour la première fois lors des élections législatives de 2001. Pendant son premier mandat, il est porte-parole de son parti sur les questions de fiscalité. À l'été 2003, il fait partie des douze élus de Venstre à appuyer les "10 thèses", une série de propositions portant notamment sur des baisses d'impôts et critiquant la ligne du parti sous la direction du Premier ministre Anders Fogh Rasmussen,.
Il est réélu pour un second mandat lors des élections législatives de 2005, et devient porte-parole de son parti pour les finances, un poste qu'il conserve après les élections anticipées de 2007. En avril 2009, après que Lars Løkke Rasmussen soit devenu Premier ministre, il devient le porte-parole politique de son parti au Folketing.
Le 8 mars 2011, il devient ministre de la Fiscalité à l'occasion d'un remaniement ministériel au sein du gouvernement de Lars Løkke Rasmussen.
Il est réélu lors des élections législatives de 2011, à l'issue desquelles Venstre retourne dans l'opposition. Pour son quatrième mandat parlementaire, il retrouve son rôle de porte-parole sur les finances.
Il n'est pas réélu lors des élections législatives de 2015. Il annonce quelques semaines après le scrutin son retrait de la vie politique.
Le 30 septembre 2015, il est toutefois rappelé au gouvernement par Lars Løkke Rasmussen pour remplacer Carl Holst comme ministre de la Défense et de la Coopération nordique, après que ce dernier ait du quitter ses fonctions en raisonns de scandales personnels. Quelques mois après sa nomination, il annonce son intention de briguer de nouveau un siège au Folketing lors des prochaines élections législatives.
Le 28 novembre 2016, après que Lars Løkke Rasmussen ait conclu un accord de coalition pour former un nouveau gouvernement avec l'Alliance libérale et le Parti populaire conservateur, il n'est pas reconduit dans ses fonctions ministérielles et annonce sa retraite politique, renonçant donc ainsi à sa candidature aux élections législatives.
Après sa carrière politique, il travaille pour l'entreprise Refshaleøens Ejendomsselskab, dont il devient le directeur financier en avril 2019. En 2023, il devient directeur d'Aktive Ejere, une organisation danoise représentant les fonds de capital-investissement et de capital-risque du pays.
Il décède le 6 février 2025 des suites d'un cancer, à l'âge de 49 ans.